# 밀풍군
밀풍군 이탄(密豊君 李坦, 1688년 ~ 1729년)은 조선 왕족 종실 출신 대립군주이다.

## 생애
밀풍군 이탄은 1698년(숙종 24년)에 소현세자의 셋째 아들 경안군 이석견의 아들인 임창군 이혼의 아들로 태어났다. 조선 후기의 왕족으로 본관은 전주, 휘는 탄(坦)이며 아명은 원이다. 인조의 장자인 소현세자(昭顯世子)의 증손이자 소현세자의 3남 경안군 이회의 손자이다. 아버지는 종실 임창군 이혼이며, 어머니는 응천군부인 박씨이다.
1723년(경종 3) 사은사(謝恩使), 1726년(영조 2) 사은 겸 동지사(謝恩兼冬至使)로서 청나라에 다녀왔다. 1728년 소론의 이인좌(李麟佐)가 반란을 일으킬 때 그를 왕으로 추대하였다. 이인좌의 난이 평정된 후 반역 괴수로 압송 되었다가 자결을 명 받았다. 1864년(고종 1)에 복권되었다.

## 가족관계
- 증조부 : 소현세자(昭顯世子) 왕(𣷪)
- 증조모 : 민회빈 강씨(愍懷嬪 姜氏)
- 조부 : 경안군(慶安君) 회(檜)
- 조모 : 분성군부인 허씨(盆城郡夫人 許氏)
- 부: 임창군 혼(臨昌君 焜)
- 모: 응천군부인 함양 박씨(凝川郡夫人 咸陽 朴氏)
- 첫째 아우 : 밀남군 감(密南君 堪) → 숙부 임성군(臨城君) 엽(熀)의 양자로 감
- 둘째 아우 : 밀원정 용(密原正 墉)
- 셋째 아우 : 밀천군 담(密川君 墰)
- 넷째 아우 : 밀평군 집(密平君 㙫)
- 막내 아우 : 밀운군 훈(密雲君 壎)
- 정실 : 군부인 청풍김씨(郡夫人 淸風金氏)
- 계실 : 군부인 임천조씨(郡夫人 林川趙氏)
  - 장남 : 관석(觀錫)
  - 차남 : 상원군(商原君) 진석(晉錫) : 연령군에게 출계된 뒤 공(糿)이라는 이름을 받음. 사후 아버지와 형이 이인좌의 난에 참여했다는 죄목으로 영조에 의해 파양됨.
  - 삼남 : 항석(恒錫) → 숙부인 밀원정에게 출계됨
  - 사남 : 겸석(謙錫)
  - 오남 : 익석(益錫)
  - 장녀 : 조기명(趙虁命)에게 출가
  - 차녀 : 송유(宋瑜)에게 출가
  - 삼녀 : 임도원(林度遠)에게 출가
  - 사녀 : 김상필(金商弼)에게 출가

## 관련작품
- 《대박》(SBS, 2016년, 배우:서동원)
- 《해치》(SBS, 2019년, 배우:정문성)